# Kødproduktion
Kødproduktion er slagtning, forarbejdning, pakning og distribution af kød fra dyr som kvæg, svin, får, fjerkræ og andre husdyr.
Kødindustrien fokuserer primært på kød til konsum, men omfatter også nogle bi-produkter som skind, fjer, tørret blod, talg og kød- og benmel.
Kødproduktion kan foregå steder som slagterier, pakkerier, fabrikker, etc.